# 大阪府立茨木支援学校
大阪府立茨木支援学校（おおさかふりつ いばらきしえんがっこう）は、大阪府茨木市西福井四丁目にある特別支援学校。肢体不自由のある児童・生徒を対象とした支援教育を主に行なっている。

## 設置学部
- 小学部
- 中学部
- 高等部
  - 普通課程（肢体不自由）
  - 生活課程（知的障害）

## 沿革
- 1970年4月1日 - 肢体不自由児の養護学校として開設
- 1971年4月1日 - 高等部（普通課程）設置
- 1972年4月1日 - 国立療養所刀根山病院内に刀根山分校を併設
- 1984年4月1日 - 刀根山分校が大阪府立刀根山養護学校（現・大阪府立刀根山支援学校）として独立
- 1989年4月1日 - 高等部に生活課程（知的障害のある生徒対象）を設置
- 2002年4月1日 - 高等部に情報コースを設置
- 2008年4月1日 - 学校名を「大阪府立茨木支援学校」に変更

## 通学区域
小学部・中学部・高等部（肢体不自由児支援教育）
- 高槻市
- 茨木市
- 摂津市
- 島本町

高等部（知的障害児支援教育）
茨木市

## 交通アクセス
- JR西日本 東海道本線 茨木駅より阪急バスで約15分
- 阪急電鉄 京都本線 茨木市駅より阪急バスで約20分